# Maria da Conceição Tavares
Maria da Conceição de Almeida Tavares (Anadia, 24 aprile 1930 – Nova Friburgo, 8 giugno 2024) è stata un'economista e politica portoghese naturalizzata brasiliana.

## Biografia
Maria da Conceição de Almeida Tavares nacque ad Anadia, in Portogallo, il 24 aprile 1930, ma crebbe a Lisbona. Il padre fu un anarchico che diede riparo ai rifugiati dalla guerra civile spagnola. Iscritta inizialmente al corso di ingegneria presso l'Università di Lisbona, Maria Tavares cambiò successivamente facoltà, laureandosi quindi in scienze matematiche nel 1953. Per sfuggire alla dittatura di António de Oliveira Salazar, incombente sul Paese dal 1933, si trasferì in Brasile nel febbraio 1954, stabilendosi a Rio de Janeiro.

### Carriera
Poiché lo Stato sudamericano non riconosceva i suoi studi per poter insegnare all'università, iniziò a lavorare nel 1955 come statista presso l'Istituto nazionale di immigrazione e colonizzazione (attualmente denominato Istituto nazionale di colonizzazione e riforma agraria). Nel 1957 ottenne la cittadinanza brasiliana.
S'iscrisse alla facoltà di economia dell'Università del Brasile, ora Università federale di Rio de Janeiro, conseguendo la laurea nel 1960. Nel 1958 divenne un'analista matematica presso il Banco Nacional de Desenvolvimento Econômico e Social (in sigla BNDES), dove rimase fino al 1960.
La carriera di Maria Tavares fu influenzata in particolare da altri tre economisti brasiliani, Celso Furtado, Caio Prado Júnior e Ignácio Rangel. Scrisse numerosi articoli e diversi libri, tra i quali Auge e Declínio do Processo de Substituição de Importações no Brasil – Da Substituição de Importações ao Capitalismo Financeiro, pubblicato nel 1972, nel quale discusse dell'industrializzazione delle importazioni come modello storico di sviluppo. Nel saggio Além da estagnação, uno dei testi componenti questo libro scritto insieme al suo assistente José Serra, affermò che, al contrario di quanto dichiarato in precedenza da Celso Furtado, fosse possibile ottenere una crescita economica elevata, come dimostrato dal miracolo economico brasiliano (1969-1973), nonostante un aumento ancora maggiore della concentrazione del reddito.
Nel 1968, Maria Tavares fu invitata dalla Commissione economica per l'America Latina e i Caraibi a Santiago del Cile per insegnare all'Istituto di economia e pianificazione, facente parte dell'Università del Cile. Tra l'ottobre 1971 e il maggio 1972, frequentò corsi post laurea presso l'Università Pantheon-Sorbona. Tuttavia, a causa del peggioramento della situazione politica in Cile, interruppe i suoi studi per tornare nella capitale cilena per assistere il governo di Salvador Allende, lavorando anche al ministero dell'economia come consulente volontaria. Allo stesso tempo, continuò a essere coinvolta in discussioni politiche brasiliane sulla distribuzione del reddito con l'economista Carlos Geraldo Langoni, che divenne poi il governatore del Banco do Brasil.
Nel 1973 Maria Tavares tornò all'UFRJ. Nello stesso anno divenne anche docente presso l'Università statale di Campinas. Alla fine del 1973 diventò professoressa inviata presso l'Università nazionale autonoma del Messico e, nel 1974, presso l'istituto di ricerca Centro de Investigación y Docencia Económicas, sempre in Messico.
Rientrata in Brasile nel novembre dello stesso anno, fu detenuta all'aeroporto internazionale di Rio de Janeiro e trattenuta per alcuni giorni dagli organi di repressione politica della dittatura militare brasiliana. Venne successivamente rilasciata grazie all'intervento del presidente Ernesto Geisel e dei ministri Mário Henrique Simonsen (finanze) e Severo Gomes (industria e commercio).
Maria Tavares continuò a lavorare nella facoltà di economia e amministrazione dell'UFRJ. Nel 1975 ricevette quindi un dottorato e iniziò a lavorare nella stessa università nel 1978. I suoi studi si concentrarono sull'economia finanziaria e monetaria, mentre aumentarono le sue critiche nei confronti dei monetaristi brasiliani.
Dopo essere stata membro del consiglio universitario dell'UFRJ dal 1984 al 1985 e direttrice dell'Istituto di economia nel 1986, diventò nota al pubblico per la sua testimonianza in televisione in difesa del Plano Cruzado, un programma volto a combattere l'iperinflazione di quegli anni con, tra le altre cose, l'applicazione dei blocchi di prezzo, piano che venne attuato dal governo guidato da José Sarney.

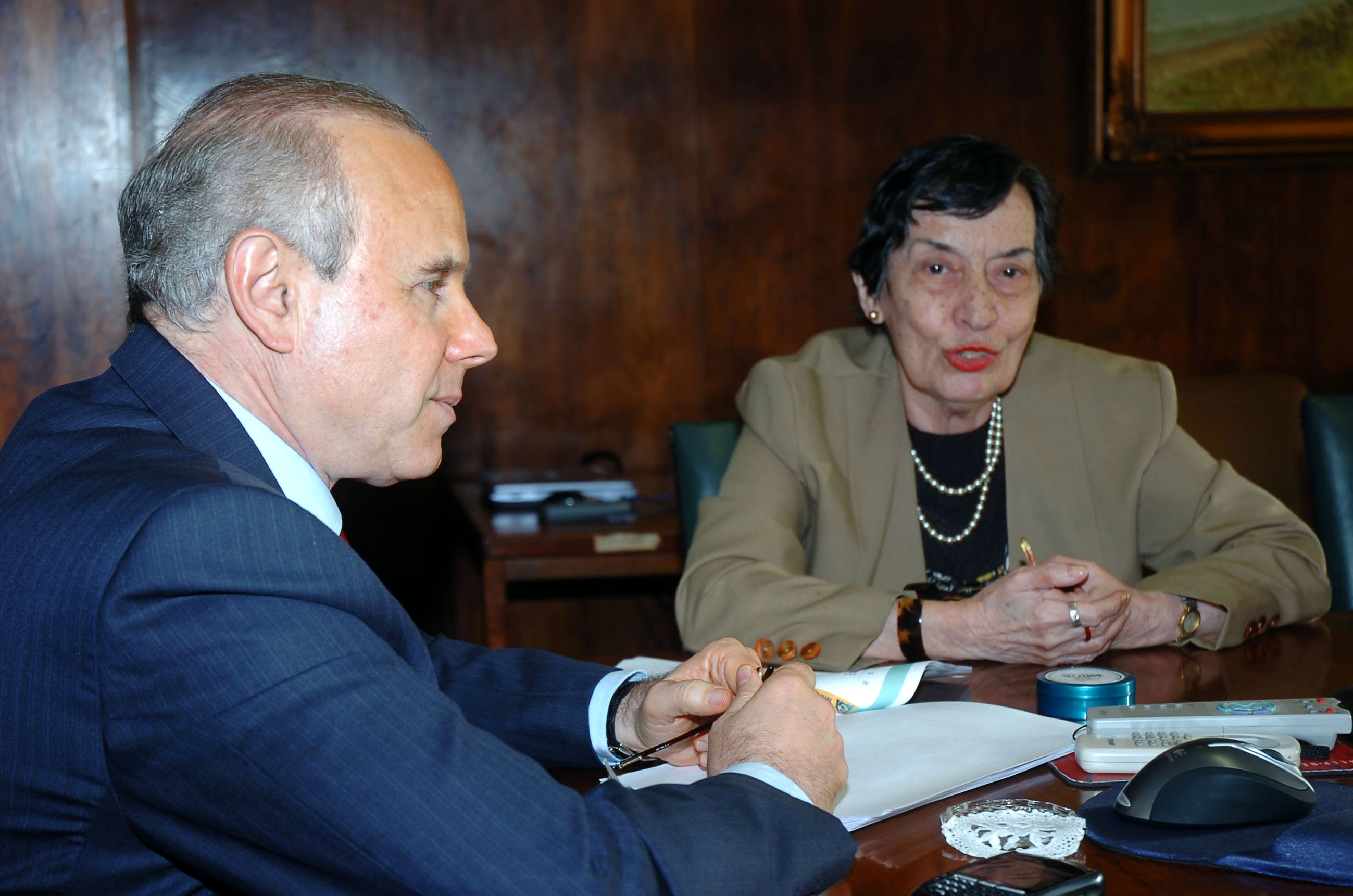
Maria da Conceição Tavares assieme al ministro delle finanze Guido Mantega.

In un articolo per il quotidiano Folha de S. Paulo del settembre 1994, Maria Tavares criticò il Plano Real, evidenziando le perdite salariali causate dagli indici adottati per gli aggiustamenti degli stipendi e la sopravvalutazione dei tassi di cambio. Candidatasi alle elezioni generali del 1994 come deputata con il Partito dei Lavoratori, risultò eletta in rappresentanza dello Stato di Rio de Janeiro. La descrissero come una delle oppositrici più forti all'orientamento economico del governo di Fernando Cardoso. Nel 1998 vinse il premio Jabuti nella categoria "economia".
Maria Tavares si oppose inoltre al programma Bolsa Família formato del 2004.
In oltre sessant'anni di insegnamento, formò generazioni di economisti e politici brasiliani, tra cui Dilma Rousseff, José Serra, Carlos Lessa, Aloísio Teixeira, Luciano Coutinho, e Luís Gonzaga Beluzzo.

### Morte
Morì nella città di Nova Friburgo l'8 giugno 2024, all'età di 94 anni. Diversi politici, tra i quali il presidente Lula e l'ex presidente Dilma Rousseff, le resero omaggio.

## Vita privata
Col primo marito, Pedro Soares, mise al mondo una figlia, Laura. Dal suo secondo matrimonio, con Antônio Carlos Macedo, ebbe invece un figlio, Bruno.